# Drew Remenda

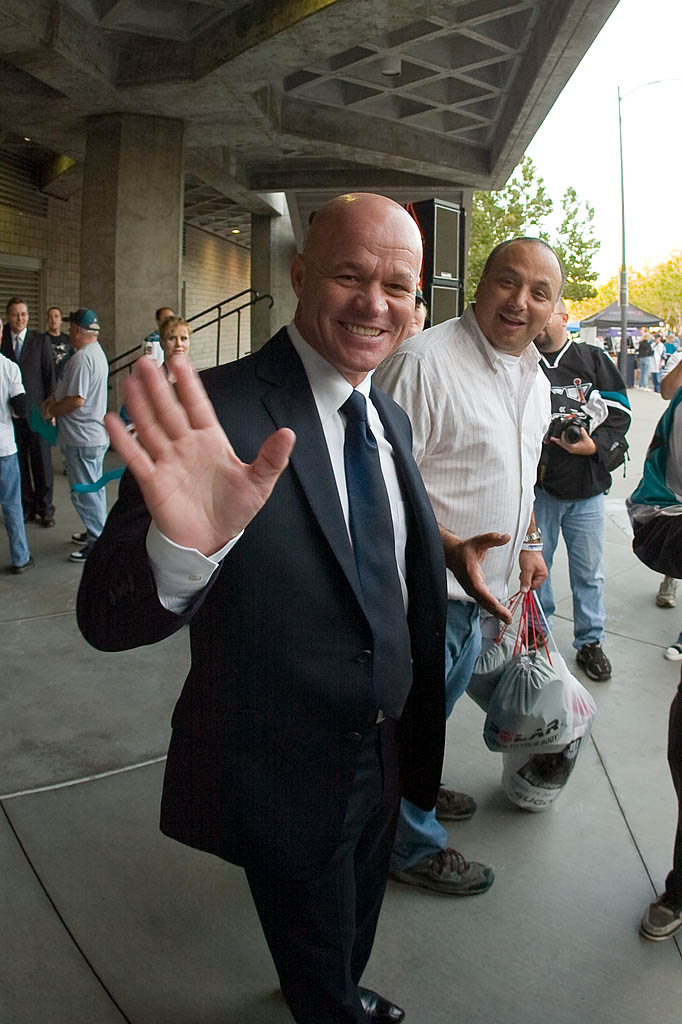
Drew Remenda

Drew Remenda (* 13. April 1962 in Saskatoon, Saskatchewan) ist ein ehemaliger kanadischer Eishockeytrainer und zurzeit als Kommentator bei Spielen der Edmonton Oilers aus der National Hockey League tätig.

## Karriere
Remenda begann seine Trainerkarriere in den 1980er-Jahren beim kanadischen Verband Hockey Canada als Video-Koordinator, ehe er 1988 Assistenztrainer der Eishockeymannschaft der University of Calgary wurde. Als 1991 die San Jose Sharks in die National Hockey League einstiegen, heuerten sie Remenda als Assistenztrainer an. In der Position verblieb er bis 1995 und arbeitete so unter den Cheftrainern George Kingston und Kevin Constantine, ehe er kurz nach dem Start der Saison 1995/96 mit dem ebenfalls als Assistenztrainer tätigen Wassili Tichonow in den Trainerstab der Kansas City Blades, dem damaligen IHL-Farmteam der Sharks, abgeschoben und ersetzt wurde.
Nach seinem nur einjährigen Engagement bei den Kansas City Blades wurde Remenda Analyst bei den Radioübertragungen der Spiele der San Jose Sharks und kommentierte an der Seite von Dan Rusanowsky. Im Jahr 1999 wechselte er zum Fernsehsender Fox Sports Net Bay Area, der zu diesem Zeitpunkt für die Übertragung der Sharks-Spiele verantwortlich war. Er arbeitete dort sieben Jahre als Analyst zusammen mit Kommentator Randy Hahn und wurde mehrfach für seine Leistungen ausgezeichnet. So erhielt er in den Jahren 1999, 2001 und 2006 jeweils einen Bay Area Emmy Award. Außerdem moderierte er die Sendung Shark Byte, die Einblicke hinter die Kulissen der San Jose Sharks bot.
Im Mai 2006 verkündete Remenda in einer Drittelpause eines Playoff-Spiels der Sharks seinen Abschied aus San Jose. Während der Saison 2006/07 arbeitete er für den kanadischen Sender CBC als Co-Kommentator und Analyst bei Live-Übertragungen. Einige Male kehrte er während der Spielzeit als Analyst zu FSN Bay Area zurück, wenn CBC Spiele der Sharks übertrug. Zudem ersetzte er bei zwei Playoff-Spielen seinen Nachfolger Marty McSorley, der wegen persönlicher Gründe nicht verfügbar war.
Am 1. August 2007 gaben die San Jose Sharks bekannt, dass Drew Remenda wieder in ihre Organisation als Kommentator und Analyst für FSN Bay Area (inzwischen Comcast SportsNet Bay Area) zurückkehrt und auch die Moderation der populären Sendung Shark Byte wieder übernehmen wird.